# Odette Roy Fombrun
Odette Roy Fombrun (sinh ngày 13 tháng 6 năm 1917 - mất ngày 23 tháng 12 năm 2022) là một nhà văn và trí thức người Haiti.
Sinh ra ở Port-au-Prince, Haiti, bà tốt nghiệp năm 1935 tại trường đại học đào tạo giáo viên, Ecole Normale d'Institutrices, và vào năm 1945 đã đến Hoa Kỳ để theo đuổi ngành điều dưỡng trong một năm tại Boston, Massachusetts. Sau đó, bà mở trường mẫu giáo đầu tiên và cửa hàng hoa chuyên nghiệp đầu tiên của Haiti.
Một nhà văn chuyên viết tiểu thuyết và phi hư cấu, bà đã xuất bản sách giáo khoa, tiểu thuyết bí ẩn, báo và tạp chí. Bắt đầu từ năm 1959, Fobrum phải sống lưu vong trong 27 năm. Khi trở về Haiti, bà đã được liên kết với việc soạn thảo hiến pháp mới của đất nước, tổ chức Ligue Femaleinecccc Sociale (Liên minh nữ vì hành động xã hội), và thành lập năm 2007 của Fondation Odette Roy Fombrun.  Bà tròn 100 tuổi vào tháng 6 năm 2017.
Các tác phẩm lịch sử của bà bao gồm L'yiti des Indiens (Port-au-Prince: Deschamp, 1992) và Le Drapeau et les Armes de la République (Port-au-Prince: Deschamp, 1989).